# Johannes Schilling

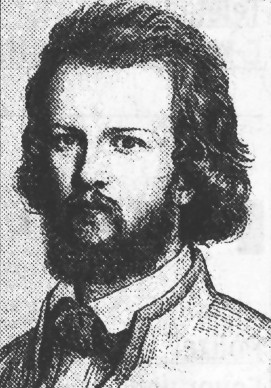
Johannes Schilling.

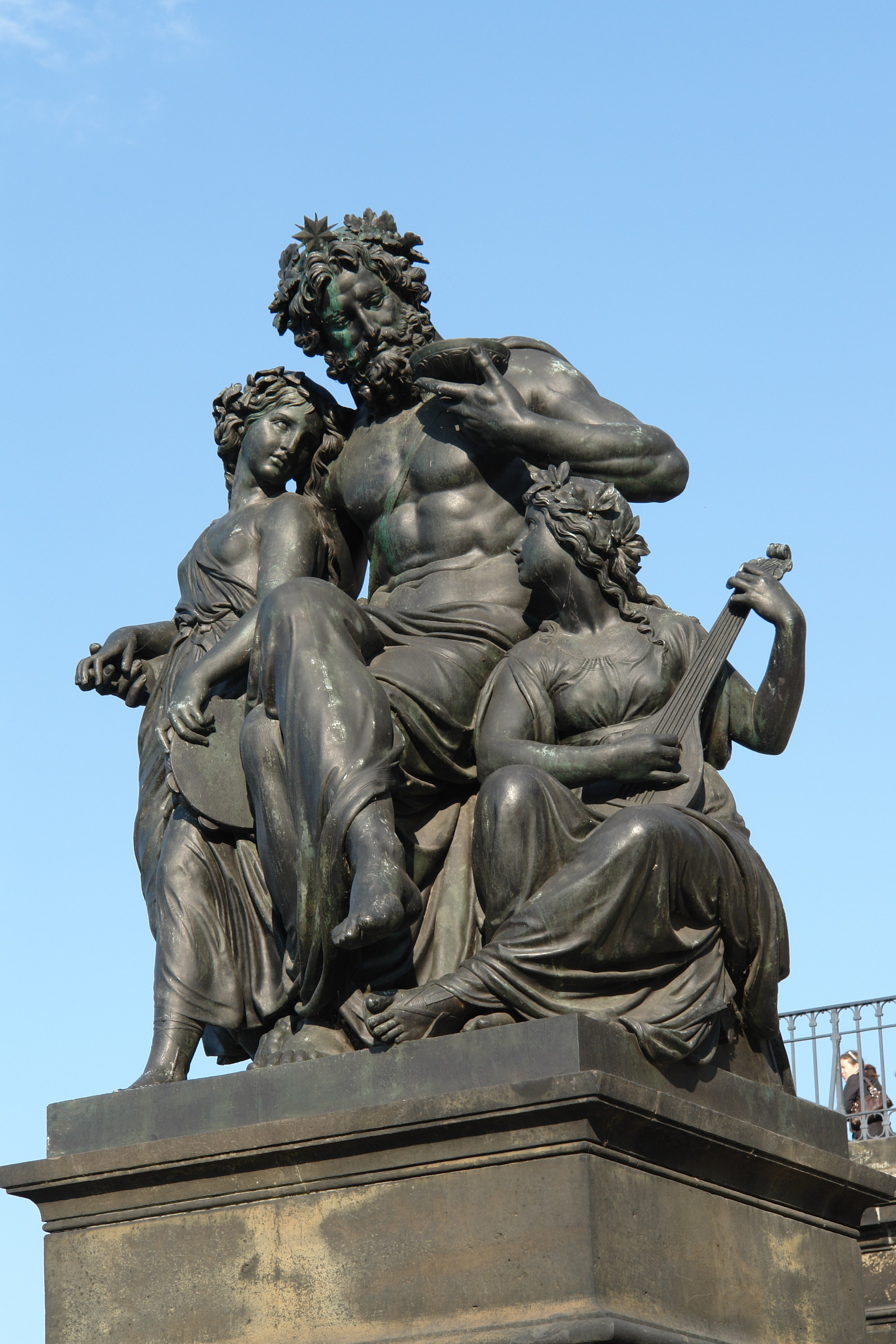
"Tarde", de la serie de esculturas Los Cuatro Tiempos del Día (1868).

Johannes Schilling (23 de junio de 1828, Mittweida - 21 de marzo de 1910, Klotzsche, cerca de Dresde) fue un escultor alemán.

## Biografía y obra

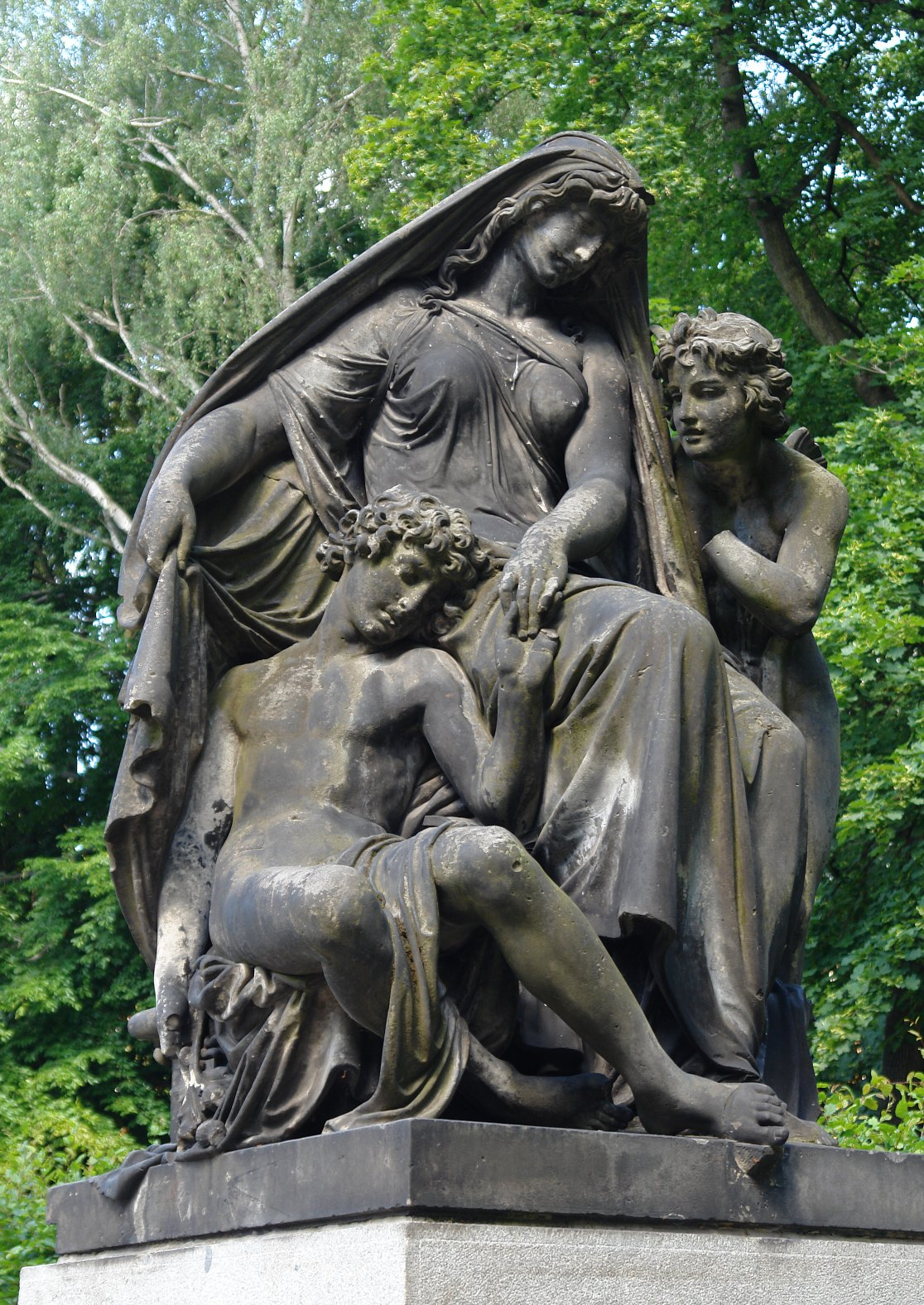
Original de arenisca La noche (de las cuatro horas del día) de Johannes Schilling 1868, anteriormente Brühlsche Terrasse, hoy Chemnitz-Schloßchemnitz.

Era el más joven de cinco hermanos. Un año después de su nacimiento, su familia se trasladó a Dresde, donde creció. A la edad de seis años, fue enviado a una escuela privada y, a la edad de catorce años, atendió a la Academia de Bellas Artes de Dresde donde aprendió a dibujar a manos de Karl Gottlieb Peschel. Después de graduarse en 1845, pasó a ser uno de los pupilos en el estudio del maestro escultor Ernst Rietschel. Entre 1851 y 1852, fue a Berlín para continuar con sus estudios con Christian Daniel Rauch y Friedrich Drake.
En 1852, retornó a Dresde, donde trabajó en los estudios de Ernst Julius Hähnel. Desde 1854 hasta 1856, realizó un viaje de estudios a Roma. Finalmente, en 1857, estableció su propio estudio. Ese mismo año, contrajo matrimonio con Louise Arnold, hija del fallecido editor Ernst Sigismund Arnold (1792-1840). Entre sus hijos se encontraban Rudolf Schilling, arquitecto y copropietario de la firma de construcción Schilling & Graebner, y Katharina Susanna Schilling, quien se convertiría en esposa del químico Arthur Hantzsch. El escritor e historiador Heinar Schilling fue un hijo de su segundo matrimonio con Minna Neubert.
En 1868, se convirtió en Profesor de la Academia, una posición que sostuvo hasta su muerte. Para 1888, era suficientemente famoso para fundar un museo (diseñado por su hijo, Rudolf) para mostrar sus modelos y diseños. Fue destruido en 1945, como la mayor parte de Dresde. Después de su muerte, como parte de su legado, la ciudad de Mittweida se propuso construir un museo privado, aunque esos planes no se habían realizado para 1914 y fueron puestos en espera al estallar la I Guerra Mundial. Su legado no fue completado hasta 2005, cuando fue fundada la Casa Schilling.